# Dogme 95
Dogme 95 (česky Dogma 95, ve světě se často ponechává dánská podoba) je filmařské hnutí, které v roce 1995 založili (resp. sepsali jeho manifest) dánští režiséři Lars von Trier, Thomas Vinterberg, Kristian Levring a Søren Kragh-Jacobsen. Deklarovaným cílem hnutí je návrat k jednoduchosti filmu, zbavení se produkčních úprav a soustředění se na postavy a příběh.
K dosažení těchto ideálů stanovili von Trier a Vinterberg deset bodů, které musí filmy splňovat, nazývaných Slib čistoty (Vow of Chastity):
1. Natáčení musí probíhat v reálu, na místě děje. Dovážení rekvizit není přípustné. (Pokud je nějaká rekvizita nezbytná pro příběh, musí být zvoleno takové místo natáčení, kde se rekvizita nachází.)
2. Zvuk a obraz nesmí být nahrávány odděleně. (Smí být použita pouze ta hudba, která hraje v natáčené scéně.)
3. Kamera musí být držena v ruce. Je povolen jakýkoli pohyb nebo nehybnost dosažitelná v ruce. (Film se nesmí odehrávat tam, kde stojí kamera; kamera musí natáčet tam, kde se odehrává film.)
4. Film musí být barevný. Speciální osvětlení je nepřípustné. (Pokud nedostatek světla nedovoluje natáčet, je třeba scénu vypustit nebo na kameru připevnit jednu lampu.)
5. Optické efekty a filtry jsou zakázány.
6. Film nesmí obsahovat povrchní akci. (Vraždy, zbraně apod. se nesmí vyskytovat.)
7. Časový a geografický posun je zakázán. (Film se odehrává tady a teď.)
8. Béčkové filmy nejsou přípustné.
9. Formát filmu musí být Academy 35mm, s poměrem stran 1,37:1 (tj. ne širokoúhlým). (Tento požadavek byl později zmírněn pouze na finální kopii, aby umožnil i nízkorozpočtové produkce.)
10. Režisér nesmí být uveden v titulcích.

Již od začátku ale byla pravidla samotnými tvůrci záměrně porušována (umělé osvětlení v Rodinné oslavě, přidaná hudba v Idiotech).

## Seznam filmů Dogme
1. Rodinná oslava (Festen, Dánsko, 1998) (IMDb záznam)
2. Idioti (Idioterne, Dánsko, 1998) (IMDb záznam)
3. Mifune (Mifunes Sidste Sang, Dánsko, 1999) (IMDb záznam)
4. Král je živ (The King is Alive, Dánsko, 2000) (IMDb záznam)
5. Lovers (Francie , 1999) (IMDb záznam)
6. Julien Donkey-Boy (USA, 1999) (IMDb záznam)
7. Interview (Jižní Korea, 2000) (IMDb záznam)
8. Fuckland (Argentina, 2000) (IMDb záznam)
9. Babylon (Švédsko, 2001) (IMDb záznam)
10. Chetzemoka's Curse (USA, 2001) (IMDb záznam)
11. Diapason (Itálie, 2001) (IMDb záznam)
12. Italština pro začátečníky (Italiensk For Begyndere, Dánsko, 2000) (IMDb záznam)
13. Amerikana (USA, 2001) (IMDb záznam)
14. Joy Ride (Švýcarsko, 2001) (IMDb záznam)
15. Camera (USA, 2000) (IMDb záznam)
16. Bad Actors (USA, 2000) (IMDb záznam)
17. Reunion (movie) (USA, 2001) (IMDb záznam)
18. Et Rigtigt Menneske (Dánsko, 2001) (IMDb záznam)
19. Når Nettene Blir Lange (Norsko, 2000) (IMDb záznam)
20. Strass (Belgie, 2001) (IMDb záznam)
21. En Kærlighedstorie (Dánsko, 2001) (IMDb záznam)
22. Era Outra Vez (Španělsko, 2000) (IMDb záznam)
23. Resin (USA, 2001) (IMDb záznam)
24. Security, Colorado (USA, 2001) (IMDb záznam)
25. Converging With Angels (USA, 2002) (IMDb záznam)
26. The Sparkle Room (USA, 2001) (IMDb záznam)
27. Come Now (USA)
28. Elsker Dig For Evigt (Dánsko, 2002) (IMDb záznam)
29. The Bread Basket (USA, 2002) (IMDb záznam)
30. Dias De Boda (Španělsko, 2002) (IMDb záznam)
31. El Desenlace (Španělsko, 2004) (IMDb záznam)
32. Starý, nový, půjčený a modrý (Se Til Venstre, Der Er En Svensker, Dánsko, 2003) (IMDb záznam)
33. Residencia (Chile. 2004) (IMDb záznam)
34. Forbrydelser (Dánsko, 2004) (IMDb záznam)
35. Cosi x Caso (Itálie, 2004) (IMDb záznam)
36. Amateur Dramatics (Anglie/Dánsko)
37. Gypo (Velká Británie, 2005) (IMDb záznam)
38. Mere Players (USA)
39. El ultimo lector (Mexiko)
40. Lazy Sunday Afternoons (Anglie)
41. Lonely Child (Kanada)
42. DarshaN (USA)
43. 11:09 (USA)
44. Vince Conway (Anglie)
45. Regret Regrets (USA)
46. perspective (Anglie)
47. Godinne van die Grondpad (Jihoafrická republika)
48. Giles sucks (Lucembursko)
49. Michelle, Gilles, Kim (Lucembursko)
50. Autobahne (Turecko)

Další filmy jsou uvedeny na oficiálních stránkách hnutí.